# لوحيات الأدمة
اللوحيات الأدمة أو ذوات الصفائح (باللاتينية: Placodermi) (مشتقة من الكلمتين اليونانيَّتين πλάξ = لوح وδέρμα = جلد، وتعني حرفيًا "لوحي الجلد") هي طائفة منقرضة من أسماك ما قبل التاريخ المدَرّعة التي تم التعرف عليها من المُستحاثات، والتي عاشت من العصر السيلوري المتأخر إلى نهاية العصر الديفوني. كانت رؤوسها وأقفاصها الصدرية مغطاة بألواح مدرعة مزودة بمفاصل، أما باقي جسمها فكان مغطى الحراشف أو أن تكون عارية حسب النوع. وكانت لوحيات الأدمة من بين أوائل الأسماك الفكية، وقد تطورت فكوكها على الأرجح من أقواسها الخيشومية الأولى. وتمثل المستحاثة لأحد الأنواع تبلغ من العمر 380 مليون سنة أقدم مثال معروف للمواليد. نشأت أولى اللوحيات الأدمة التي أمكن التعرف عليها في العصر السيلوري المتأخر، وبدأت أعدادها في التعرض لانحدارًا شديدًا خلال فترة انقراضات العصر الديفوني المتأخر، وأصبحت الطائفة منقرضة تمامًا بحلول نهاية العصر الديفوني.